# Pałac Wagnerów w Solecznikach
Pałac Wagnerów w Solecznikach (lit. Šalčininkų dvaras, Vagnerio rūmai) – zabytkowy dwór w Solecznikach na Litwie.

## Historia
W 1823 roku Soleczniki Wielkie (dawna nazwa Solecznik) zostały zakupione przez hrabiego Karola Ferdynanda Wagnera za 35 tysięcy rubli. Po nabyciu majątku przeniósł się doń z Sokoleńszczyzny i zamieszkał w istniejącym tam już drewnianym, parterowym dworze.
Jego syn hrabia Olgierd Wagner rozpoczął budowę istniejącego do dzisiaj klasycystycznego pałacu w 1876 roku. Budowa dworu według projektu niemieckiego architekta Hetzscholda zakończyła się w 1880 roku. Dwukondygnacyjny budynek pałacowy pokryty został czterospadowym, blaszanym dachem. Główną elewację ozdobiono ryzalitem, zwieńczonym trójkątnym frontonem, wznoszącym się ponad dolną krawędź dachu. Ryzalit poprzedzał portyk z czterema masywnymi kolumnami toskańskimi, dźwigającymi balkon z tralkową balustradą.
W okresie międzywojennym należał do najlepiej utrzymanych siedzib ziemiańskich Wileńszczyzny. Wyposażony był w wiele stylowych mebli, żyrandole z brązu i kryształu, posadzki ułożone z kilku gatunków drewna, stiukowe zdobienia, oryginalne kominki. Księgozbiór liczył kilkanaście tysięcy skatalogowanych tomów, wydawnictwa głównie w języku polskim, częściowo w językach francuskim i niemieckim. W zbiorach znajdowały się najrozmaitsze encyklopedie, publikacje historyczne, heraldyczne, przyrodnicze i inne. Bibliotekę zdobiły liczne obrazy: kopia Rembrandta „Portret szlachcica polskiego”, której oryginał znajduje się w Ermitażu, kopie portretów Józefa Poniatowskiego i Tadeusza Kościuszki oraz kompozycja alegoryczna pędzla Smuglewicza, przedstawiająca generała Jakuba Jasińskiego.
Podczas I wojny światowej dwór praktycznie nie ucierpiał. Po wybuchu II wojny światowej Wagnerowie opuścili Soleczniki, zabierając ze sobą jedynie najcenniejsze przedmioty, w tym kolekcję znaków masońskich, znajdującą się obecnie w muzeum masońskim, mieszczącym się w gmachu Freemasons' Hall w Londynie. Sowieci rozgrabili i zniszczyli wyposażenie pałacu, cenne zbiory sztuki i bibliotekę zrabowano. Po wojnie w pałacu najpierw mieścił się szpital, następnie od 1974 roku szkoła muzyczna, obecnie zwana Szkołą Sztuk Pięknych im. Stanisława Moniuszki.

## Park
Pierwotnie pałac otoczony był parkiem, któremu charakter ogrodu angielskiego nadała Henrietta Wagnerowa. Był on przecięty przez trzy szerokie aleje. Najszersza z nich, obsadzona klonami, stanowiła drogę wjazdową prowadzącą na dziedziniec. Aleja brzozowa wiodła spod portyku do kaplicy grobowej, za którą stał pomnik wykuty z głazu narzutowego upamiętniający podporucznika Michała Wagnera, brata Karola, który poległ w bitwie pod Widzami w trakcie kampanii napoleońskiej. Ostatnia aleja, także klonowa, oddzielała park od sadu owocowego. Wśród licznych parkowych drzew wyróżniały się stare lipy, cztery wielkie kasztanowce rosnące w pobliżu pałacu, świerki, topole i olbrzymie jesiony. Krajobrazowy charakter parku podkreślały ponadto dwa stawy założone na rzece Solczy.
Podczas II wojny światowej drzewa w parku zostały wycięte co do jednego. W 2011 roku  ze środków unijnych i samorządowych przeprowadzono rewitalizację parku otaczającego pałac.